# Olympische Winterspiele 1994/Shorttrack
Bei den XVII. Olympischen Winterspielen 1994 in Lillehammer fanden sechs Wettbewerbe im Shorttrack statt. Austragungsort war das OL-Amfi in Hamar.

## Bilanz

### Medaillenspiegel
| Platz | Land                   | Gold | Silber | Bronze | Gesamt |
| ----- | ---------------------- | ---- | ------ | ------ | ------ |
| 1     | Südkorea               | 4    | 1      | 1      | 6      |
| 2     | Vereinigte Staaten     | 1    | 1      | 2      | 4      |
| 3     | Italien                | 1    | 1      | –      | 2      |
| 4     | Kanada                 | –    | 2      | 1      | 3      |
| 5     | Volksrepublik China    | –    | 1      | –      | 1      |
| 6     | Australien             | –    | –      | 1      | 1      |
| 6     | Vereinigtes Königreich | –    | –      | 1      | 1      |

### Medaillengewinner
| Konkurrenz     | Gold                                                                                | Silber                                                                         | Bronze                                                                   |
| -------------- | ----------------------------------------------------------------------------------- | ------------------------------------------------------------------------------ | ------------------------------------------------------------------------ |
| 500 m          | Chae Ji-hoon                                                                        | Mirko Vuillermin                                                               | Nicky Gooch                                                              |
| 1000 m         | Kim Ki-hoon                                                                         | Chae Ji-hoon                                                                   | Marc Gagnon                                                              |
| 5000 m Staffel | Italien Maurizio Carnino Diego Cattani Orazio Fagone Hugo Herrnhof Mirko Vuillermin | Vereinigte Staaten Randy Bartz John Coyle Eric Flaim Andy Gabel Tony Goskowicz | Australien Steven Bradbury Kieran Hansen Andrew Murtha Richard Nizielski |

| Konkurrenz     | Gold                                                                       | Silber                                                                                   | Bronze                                                                                        |
| -------------- | -------------------------------------------------------------------------- | ---------------------------------------------------------------------------------------- | --------------------------------------------------------------------------------------------- |
| 500 m          | Cathie Turner                                                              | Zhang Yanmei                                                                             | Amy Peterson                                                                                  |
| 1000 m         | Chun Lee-kyung                                                             | Nathalie Lambert                                                                         | Kim So-hee                                                                                    |
| 3000 m Staffel | Südkorea Chun Lee-kyung Kim Ryang-hee Kim So-hee Kim Yoon-mi Won Hye-kyung | Kanada Christine Boudrias Isabelle Charest Angela Cutrone Sylvie Daigle Nathalie Lambert | Vereinigte Staaten Karen Cashman Amy Peterson Shana Sundstrom Cathie Turner Nikki Ziegelmeyer |

## Ergebnisse Männer

### 500 m
| Platz | Land | Sportler           | Zeit (s) |
| ----- | ---- | ------------------ | -------- |
| 1     | KOR  | Chae Ji-hoon       | 43,45    |
| 2     | ITA  | Mirko Vuillermin   | 43,47    |
| 3     | GBR  | Nicky Gooch        | 43,68    |
| 4     | CAN  | Marc Gagnon        | 52,74    |
| 5     | CAN  | Frédéric Blackburn | 44,97    |
| 6     | KOR  | Lee Joon-ho        | 45,13    |
| 7     | SWE  | Martin Johansson   | 45,24    |
| 8     | AUS  | Steven Bradbury    | 45,33    |

Datum: 26. Februar, 19:00 Uhr

### 1000 m
| Platz | Land | Sportler           | Zeit (min) |
| ----- | ---- | ------------------ | ---------- |
| 1     | KOR  | Kim Ki-hoon        | 1:34,57    |
| 2     | KOR  | Chae Ji-hoon       | 1:34,92    |
| 3     | CAN  | Marc Gagnon        | 1:33,03    |
| 4     | JPN  | Satoru Terao       | 1:33,39    |
| 5     | KOR  | Lee Joon-ho        | 1:44,99    |
| 6     | CAN  | Derrick Campbell   | DNF        |
| 7     | GBR  | Nicky Gooch        | DSQ        |
| 8     | CAN  | Frédéric Blackburn | DSQ        |

Datum: 22. Februar, 19:00 Uhr

### 5000 m Staffel
| Platz | Land | Sportler                                                                      | Zeit (min) |
| ----- | ---- | ----------------------------------------------------------------------------- | ---------- |
| 1     | ITA  | Maurizio Carnino Diego Cattani Orazio Fagone Hugo Herrnhof Mirko Vuillermin   | 7:11,74    |
| 2     | USA  | Randy Bartz John Coyle Eric Flaim Andy Gabel Tony Goskowicz                   | 7:13,37    |
| 3     | AUS  | Steven Bradbury Kieran Hansen Andrew Murtha Richard Nizielski                 | 7:13,68    |
| 4     | CAN  | Frédéric Blackburn Derrick Campbell Marc Gagnon Stephen Gough                 | 7:20,40    |
| 5     | JPN  | Yūichi Akasaka Tatsuyoshi Ishihara Satoru Terao Jun Uematsu                   | 7:19,11    |
| 6     | NOR  | Bjørnar Elgetun Gisle Elvebakken Tore Klevstuen Morten Staubo Øystein Carlsen | 7:19,11    |
| 7     | CHN  | Li Jiajun Li Lianli Yang He Zhang Hongbo                                      | DSQ        |
| 8     | NZL  | Michael McMillen Andrew Nicholson Christopher Nicholson Tony Lee Smith        | DSQ        |

Datum: 26. Februar, 19:00 Uhr

## Frauen

### 500 m
| Platz | Land | Sportlerin       | Zeit (s) |
| ----- | ---- | ---------------- | -------- |
| 1     | USA  | Cathie Turner    | 45,98    |
| 2     | CHN  | Zhang Yanmei     | 46,44    |
| 3     | USA  | Amy Peterson     | 46,76    |
| 4     | KOR  | Won Hye-kyung    | 47,60    |
| 5     | KOR  | Kim So-hee       | 49,01    |
| 6     | CHN  | Wang Xiulan      | 49,03    |
| 7     | CHN  | Yang Yang (S)    | DSQ      |
| 8     | CAN  | Isabelle Charest | DSQ      |

Datum: 24. Februar, 19:00 Uhr

### 1000 m
| Platz | Land | Sportlerin       | Zeit (min) |
| ----- | ---- | ---------------- | ---------- |
| 1     | KOR  | Chun Lee-kyung   | 1:36,87    |
| 2     | CAN  | Nathalie Lambert | 1:36,97    |
| 3     | KOR  | Kim So-hee       | 1:37,09    |
| 4     | CHN  | Zhang Yanmei     | 1:37,80    |
| 5     | CHN  | Yang Yang (S)    | 1:47,10    |
| 6     | CAN  | Isabelle Charest | 1:37,49    |
| 7     | CAN  | Sylvie Daigle    | DSQ        |
| 8     | USA  | Cathie Turner    | DSQ        |

Datum: 26. Februar, 19:00 Uhr

### 3000 m Staffel
| Platz | Land | Sportlerinnen                                                                     | Zeit (min) |
| ----- | ---- | --------------------------------------------------------------------------------- | ---------- |
| 1     | KOR  | Chun Lee-kyung Kim Ryang-hee Kim So-hee Kim Yoon-mi Won Hye-kyung                 | 4:26,64    |
| 2     | CAN  | Christine Boudrias Isabelle Charest Angela Cutrone Sylvie Daigle Nathalie Lambert | 4:32,04    |
| 3     | USA  | Karen Cashman Amy Peterson Shana Sundstrom Cathie Turner Nikki Ziegelmeyer        | 4:39,34    |
| 4     | ITA  | Barbara Baldissera Marinella Canclini Katia Colturi Katia Mosconi Mara Urbani     | 4:34,46    |
| 5     | RUS  | Jekaterina Michailowa Marina Pylajewa Jelena Tichanina Wiktorija Troizkaja        | 4:34,60    |
| 6     | NED  | Penèlope di Lella Priscilla Ernst Anke Jannie Landman Esmeralda Ossendrijver      | 4:45,40    |
| 7     | FRA  | Valérie Barizza Sandrine Daudet Sandra Deléglise Laure Drouet                     | 4:59,94    |
| 8     | CHN  | Su Xiaohua Wang Xiulang Yang Yang (S) Zhang Yanmei                                | DSQ        |

Datum: 22. Februar, 19:00 Uhr